# Steely Dan
Steely Dan er en gruppe dannet af Donald Fagen og Walter Becker i 1970'erne, hvis debutplade Can't buy a thrill fra 1972 opnåede stor succes. Året efter udgav de albummet Countdown to Ecstasy, som ikke havde den samme kommercielle succes. Albummet producerede alligevel to Billboard Hot 100 singler, "Show Biz Kids" og "My Old School". I 1974 udgav gruppen deres tredje album Pretzel Logic, som indeholdt deres højstplacerede single til dato, "Rikki Don't Lose That Number", som nåede nummer 4 i U.S.A. Efter dette album besluttede Becker og Fagen at lave gruppen til et rent studiebaseret orkester. I 1975 producerede de så albummet Katy Lied, hvor de hyrede de bedste sessionmusikere i branchen, og begyndte at indblande flere elementer fra jazzen. Det næste album, The Royal Scam fra 1976 forsatte denne stil med store hornarrangementer og avancerede tonesammensætninger. I 1977 udkom deres største kommercielle succes, albummet Aja, som har solgt over 20 millioner eksemplarer verden over. Albummet er også det mest jazzede af deres albums. Efter tre års mellemrum udkom det næste Steely Dan-album, Gaucho, i 1980. Efter indspilningen af dette album valgte Becker og Fagen at gå hver til sit.
Donald Fagen og Walter Backer opkaldte bandet efter en dildo nævnt i William Burroughs' roman Naked Lunch.

## Stilart
Steely Dan er kendt er kendt for deres perfektionisme i studiet, og for at være en af rockmusikkens største stilskabere[kilde mangler] med deres blanding af pop, rock, funk, soul og jazz. Især deres anvendelse af jazzens harmonier, instrumentarium og solistiske indslag kombineret med fængende popmusik har sikret Fagen og Becker en plads i musikhistorien.

## Solokarrierer
Donald Fagen udgav i 1982 sin første soloplade The Nightfly, som blandt mange har opnået kultstatus. Det er senere blevet til to soloalbums mere fra Fagens hånd, albummet Kamakiriad, produceret af Becker i 1993 og det grammy-vindende Morph the Cat. I 2012 er albummet Sunken Condos aktuelt. Walter Becker udsendte sit første soloalbum 11 Tracks of Whack i 1994 og endnu et i 2008; Circus Money.

## Comeback
Efter at have fundet sammen i slutningen af 90'erne for at turnere, gjorde Becker og Fagen album-comeback som Steely Dan i 2000 med albummet Two Against Nature, der blev en stor succes og bl.a. indkasserede fire Grammy-statuetter, heriblandt den mest prestigefyldte for årets bedste album. I 2003 udgav de deres niende studiealbum Everything Must Go.
Steely Dan spillede i Valby-Hallen i 2000 og siden i Falkoner Salen 23. juli 2007.